# Deficiencia de vitamina K
La deficiencia de vitamina K hace referencia a niveles insuficientes de vitamina K en el organismo. Puede ser muy dañino para el organismo.

## Síntomas y signos
Los síntomas que incluyen son los de un síndrome purpúrico, es decir, equimosis, petequias, hematomas, dolor abdominal, alopecia, riesgo de sangrado masivo; calcificación de los cartílagos y severa malformación en el desarrollo óseo y depósito de calcio en los vasos sanguíneos. En niños, este puede causar alteraciones en el rostro, nariz, huesos y dedos

## Hallazgos de laboratorio
Debido a que la vitamina K resulta vital en la activación de algunos factores de coagulación (factores II, VII, IX, X y la Proteína C y S). se verán afectadas tanto la prueba de Tiempo de protrombina, que mide la vía extrínseca (factor VII), como también el tiempo de tromboplastina parcial activado que mide la vía intrínseca, esta última debido a que también mide la vía común de la cascada de coagulación (factores II y X), la cual se ve afectada al haber déficit de Vitamina K. Las pruebas de hemostasia primaria permanecerán sin alteraciones.

## Suplementación de Vitamina K
De acuerdo a un estudio publicado el 14 de octubre de 2008 en PLoS Medicine, 5mg de vitamina K diario, no protegen en contra de la disminución en la densidad ósea, pero sí puede proteger en contra de fracturas y cáncer en mujeres posmenopáusicas. tomando además calcio y vitamina D.
La ingesta de Menaquinona (vitamina K2), mas no la filoquinona (vitamina K1), está asociado con la disminución de la mortalidad por enfermedad coronaria.
En un estudio de cohorte en Alemania (11319 hombres, con una media de seguimiento de 8,6 años), la ingesta de menaquinona se asoció a una disminución en la incidencia de cáncer avanzado de próstata.

## Prevalencia
La prevalencia del déficit de vitamina K varía según la región geográfica. En los infantes de Estados Unidos, la deficiencia de vitamina K sin sangrado puede ocurrir en casi un 50% de los niños menores a 5 días de vida Por lo tanto, el comité de nutrición de la academia americana de pediatría recomienda que 0,5 a 1  mg de vitamina K1 sea administrado a todos los recién nacidos.
Mujeres ancianas y posmenopáusicas en Tailandia tienen alto riesgo de déficit de Vitamina K2, en comparación con los valores de las mujeres jóvenes en edad fértil La actual dosis recomendada de Vitamina K suele ser muy baja.
El depósito de calcio en los tejidos incluyendo en las paredes arteriales, es muy común, especialmente en aquellos que sufren de aterosclerosis, sugiriendo que la deficiencia de vitamina K es más común de lo pensado